# Abaloparatyd
Abaloparatyd (łac. abaloparatidum) – wielofunkcyjny organiczny związek chemiczny, rekombinowany ludzki peptyd podobny do parathormonu, agonista receptora PTH1, stosowany w leczeniu osteoporozy.

## Mechanizm działania
Abaloparatyd jest analogiem parathormonu PTHrP(1-34), który jest agonistą receptora PTH1, co powoduje aktywację szlaku sygnałowego cyklicznego adenozyno-3′,5′-monofosforanu (cAMP). Abaloparatyd wywiera anaboliczny wpływ na tkankę kostną, co powoduje zwiększenie gęstości mineralnej (BMD) i zwiększenie zawartości mineralnej (BMC) i poprzez to zwiększa wytrzymałość kości na złamanie.

## Zastosowanie
- osteoporoza u kobiet po menopauzie i wysokim ryzykiem złamań[1]

Abaloparatyd nie jest dopuszczony do obrotu w Polsce (2020).

## Działania niepożądane
Abaloparatyd może powodować następujące działania niepożądane: hipotonię ortostatyczną, zawroty głowy, kołatanie serca, tachykardię, nudności, hiperkalcemię, hiperkalciurię oraz kamicę nerkową.
Abaloparatyd zwiększa ryzyko zachorowania na kostniakomięsaka, u osób ze zwiększonym ryzykiem kostniakomięsaka, takimi jak choroba Pageta, zwiększeniem aktywności fosfatazy alkalicznej w osoczu, nowotwór kości, przerzuty nowotworowe kości, dziedzicznymi schorzeniami predysponującymi do występowania kostniakomięsaka oraz przebytą radioterapią obejmującą kości.

## Dawkowanie
Abaloparatyd powinien być przyjmowany jeden raz dziennie podskórnie w dawce 80 mg. W trakcie leczenia pacjentki powinny przyjmować wapń oraz witaminę D, jeżeli ich spożycie w codziennej diecie jest niewystarczające.
Całkowity okres leczenia nie powinien przekraczać 2 lat.